# Текстовое поле

Текстовое поле ввода.

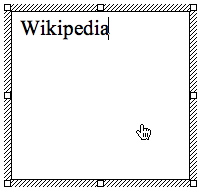
Текстовое поле в программе обработки текста.

Поле ввода текста — элемент (виджет) графического интерфейса пользователя, предназначенный для ввода небольшого объёма текста без переноса строк. Выглядит как небольшой прямоугольник, заполненный цветом фона (обычно — белым), а при получении фокуса ввода в нём появляется курсор, приглашая ввести текст в поле.

## Базовые функции
Обычно поля ввода текста обеспечивают все базовые возможности операционной системы по работе с текстом, включая выделение, исправление, работу с буфером обмена, перетаскивание фрагментов текста и т.д. Эти возможности обеспечиваются через жесты мыши, сочетания клавиш и контекстное меню. Нажатие на клавишу ↵ Enter обычно никак не обрабатывается полем ввода, либо по нему происходит подтверждение введённой величины и выполнение какого-либо действия (например, поиска файлов).

## Расширенные функции
Так как поля ввода текста используются очень широко, к ним нередко привязывают дополнительные функции. Наиболее распространённые расширения: проверка правильности ввода, подсказки по вводу и организация уже введённых данных.

### Проверка правильности ввода
Для того, чтобы пользователь не мог ввести значение, недопустимое логикой программы, используются различные приёмы:
- игнорирование недопустимых символов — например, при попытке ввести букву в поле для ввода цифр;
- сброс уже введённого значения — например, если введён недопустимый день месяца в поле для ввода даты;
- выделение неправильно заполненных полей, или отдельных символов — например, подчёркиванием, изменением цвета;
- всплывающие подсказки, сообщающие о том, что данные введены неправильно и поясняющие, какие символы допустимо вводить, а какие — нет. Этот метод можно совмещать с другими методами.

Проверку введённых данных можно производить в процессе ввода, но в случае, если проверка сопряжена со значительным расходом ресурсов (например, требует запроса к базе данных), проверка производится при выходе из поля, либо при попытке подтверждения введённых данных. Также проверка ввода может запускаться во время пауз при вводе — так часто поступают программы проверки правописания.

### Подсказки по вводу
Распространена практика, когда под полем ввода отображаются несколько похожих ранее введённых значений, например веб-адресов. Такое поведение делает его похожим на комбинированный список. В отличие от него, поле с подсказкой ввода отображает только наиболее подходящие значения. Кроме того, отображается только ограниченное количество строк — столько, чтобы отображались без появления полосы прокрутки.